# Салбертранд
Салбертра̀нд (на италиански; на окситански: Salbertrand и на пиемонтски: Salbertrand, от 1933 до 1955 официално Salabertano, Салабертано) е село и община в Метрополен град Торино, регион Пиемонт, Северна Италия. Разположено е на 1032 m надморска височина. Към 1 януари 2020 г. населението на общината е 623 души, от които 103 са чужди граждани.